# Night Without Pity
Night Without Pity é um filme policial britânico de 1961, dirigido por Theodore Zichy e estrelado por Sarah Lawson, Neil McCallum, Alan Edwards e Michael Browning. Dois ladrões levam uma mulher e seu filho ferido como refém, enquanto eles tentam roubar uma fábrica.